# South Wales League 1893-94
South Wales League 1893–94 var den fjerde sæson i den walisiske fodboldliga South Wales League. Ligaen havde deltagelse af seks hold og blev vundet af Rogerstone FC, som dermed vandt ligaen for første gang.
Efter sæsonen blev ligaen nedlagt. Mesterskabspokalen, Athlete Cup, blev overrakt til South Wales Football Association (SWFA) for at blive brugt i turneringen South Wales Junior Cup.
Efter to sæsoners pause genopstod South Wales League i 1896.